# Kraina Bałtycka
Kraina Bałtycka – najbardziej na północ wysunięta jednostka podziału kraju stosowana w leśnictwie. Obejmuje swoim zasięgiem Nizinę Nadbałtycką i wzniesienia Pojezierza Pomorskiego. Południowa granica krainy biegnie wzdłuż moreny czołowej ostatniego zlodowacenia i dzieli obszar gromadnego i rozproszonego występowania buka. Granica wschodnia jest naturalna granicą Żuław i pokrywa się z zachodnią granicą naturalnego występowania świerka w jego niżowym zasięgu. Cała kraina leży w zasięgu ostatniego zlodowacenia, które odcisnęło swe piętno na rzeźbie i konfiguracji terenu w postaci charakterystycznych utworów moren czołowych i dennych.
Lesistość tej krainy dochodzi do ok. 30,5%.
Klimat krainy bałtyckiej należy do typu klimatu bałtyckiego i pojeziernego, charakteryzującego się chłodnym latem, łagodną zimą i stosunkowo znaczną ilością opadów atmosferycznych.
Gleby są przeważnie pochodzenia polodowcowego typu bielicowego. Na morenach występują margle, gliny zwałowe i żwiry gliniaste, a w pasie nadmorskim przeważają luźne piaski i gleby torfowe. W dolinach rzek, a głównie w delcie Wisły na Żuławach, występują gleby aluwialne i mady, a w pasie przymorskim występują wydmy i błota nadmorskie. 
W krainie tej przeważają bór świeży(Bsw), bór mieszany świeży (BMsw), las mieszany (LM) i las świeży (Lsw),
Głównym gatunkiem lasotwórczym jest sosna,
Kraina Bałtycka dzieli się na 9 dzielnic:
1. Dzielnica Pasa Nadmorskiego
2. Dzielnica Niziny Szczecińskiej
3. Dzielnica Wałecko-Myśliborska
4. Dzielnica Pobrzeża Słowińskiego
5. Dzielnica Pojezierza Drawsko-Kaszubskiego
6. Dzielnica Żuław Wiślanych
7. Dzielnica Elbląsko-Warmińska
8. Dzielnica Pojezierza Iławsko-Bronieckiego

Według regionalizacji-przyrodniczo leśnej z 2010 Kraina Bałtycka dzieli się na 26 mezoregionów:
1. Mezoregion Wolińsko-Trzebiatowski (I.1)
2. Mezoregion Wybrzeża Słowińskiego (I.2)
3. Mezoregion Mierzei Helskiej (I.3)
4. Mezoregion Mierzei Wiślanej (I.4)
5. Mezoregion Puszczy Wkrzańskiej i Goleniowskiej (I.5)
6. Mezoregion Puszczy Bukowej i Równiny Wełtyńskiej (I.6)
7. Mezoregion Równiny Nowogardzkiej (I.7)
8. Mezoregion Równiny Pyrzyckiej (I.8)
9. Mezoregion Pojezierza Myśliborskiego (I.9)
10. Mezoregion Pojezierza Choszczeńskiego (I.10)
11. Mezoregion Równiny Słupskiej (I.11)
12. Mezoregion Pojezierza Drawskiego (I.12)
13. Mezoregion Równiny Białogardzkiej (I.13)
14. Mezoregion Pojezierza Bytowskiego (I.14)
15. Mezoregion Wysoczyzny Polanowskiej (I.15)
16. Mezoregion Pradoliny Redy i Łeby (I.16)
17. Mezoregion Wysoczyzny Żarnowieckiej (I.17)
18. Mezoregion Pojezierza Kaszubskiego (I.18)
19. Mezoregion Pojezierza Starogardzkiego (I.19)
20. Mezoregion Żuław Wiślanych (I.20)
21. Mezoregion Wysoczyzny Elbląskiej (I.21)
22. Mezoregion Warmiński (I.22)
23. Mezoregion Doliny Kwidzyńskiej (I.23)
24. Mezoregion Pojezierza Iławskiego (I.24)
25. Mezoregion Pojezierza Brodnickiego (I.25)
26. Mezoregion Garbu Lubawskiego (I.26)